# Sjöbefälsföreningen
Sjöbefälsföreningen är ett fackförbund för befäl och annan personal i chefsställning inom sjöfarten.

Sjöbefälsföreningen (tidigare Sjöbefälsförbundet, och ännu tidigare Svenska maskinbefälsförbundet) har sedan kongressen 2012, tillsammans med Sjöbefälsföreningen Offentliganställda (tidigare Sveriges Fartygsbefälsförening), gemensamma styrelsemöten, presidiemöten och kongresser. Samma personer utgör styrelse i båda organisationerna, och samma medlemmar är medlemmar i båda organisationerna.

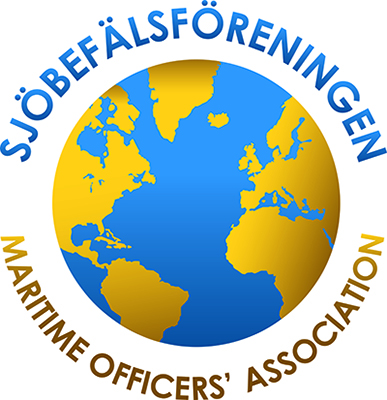